# APT-RPM
APT-RPM是一個修改版的高级包装工具，其目標是與RPM套件管理員共同運作。原先由Alfredo Kojima移植到RPM，爾後由Gustavo Niemeyer改進，他們兩個當時都在Conectiva Linux发行版工作。
2005年3月，這個程式的維護者，Gustavo Niemeyer，宣佈他將不會繼續開發這個程式，並將會專注於Smart軟體包管理器，其計畫成為APT-RPM的繼承者。
2006年3月，來自紅帽公司的Panu Matilainen接手開發，其引入了multilib功能，並支援普通的軟體庫後設資料。

## 發行版
一些使用APT-RPM來管理軟體包的發行版：
- ALT Linux（英语：ALT Linux）：APT-RPM自2001年起是官方主要支援的從ALT Linux軟體庫更新軟體包的方式[1]。
- PCLinuxOS：APT-RPM是官方唯一更新方式的後端。
- Vine Linux：APT-RPM自2001年起就是官方主要支援的更新軟體包的方式。

## 外部連結
- apt4rpm SourceForge專案頁面（页面存档备份，存于）